# Pululanaza
Pululanaza (EC 3.2.1.41, amilopektinska 6-glukanohidrolaza, bakterijski enzim grananja, alfa-dekstrin endo-1,6-alfa-glukozidaza, R-enzim, pululan alfa-1,6-glukanohidrolaza) je enzim sa sistematskim imenom pululan 6-alfa-glukanohidrolaza. Ovaj enzim katalizuje sledeću hemijsku reakciju
hidroliza (1->6)-alfa-D-glukozidnih veza u pululanu, amilopektinu i glikogenu, i alfa- i beta-ograničenih dekstrina amilopektina i glikogena
Ovaj enzim se razlikuje od enzima EC 3.2.1.142 (ograničavajuće dekstrinaze) u pogledu dejstva na glikogen, i brzine hidrolize dekstrina.

## Spoljašnje veze
- Pullulanase на 